# Héjasas
A héjasas vagy Bonelli-sas (Aquila fasciatus) a madarak (Aves) osztályának vágómadár-alakúak (Accipitriformes) rendjébe, ezen belül a vágómadárfélék (Accipitridae) családjába tartozó faj.

## Rendszerezése
A fajt Louis Pierre Vieillot francia ornitológus írta le 1822-ben. Sokáig a Hieraaetus nembe sorolták Hieraaetus fasciatus néven.

## Alfajai
- héjasas (Hieraaetus fasciatus fasciatus), Marokkó, Algéria, Dél-Európa, Közel-Kelet, Irán, Pakisztán, India, Nepál, Mianmar, Thaiföld, Dél-Kína, Vietnám, Laosz, Kambodzsa, Malajzia
- kis-Szunda-szigeteki héjasas (Hieraaetus fasciatus renschi), Kis-Szunda-szigetek közül előfordul közül előfordul Sumbawa, Komodo, Flores és Timor területén

## Előfordulása
Dél-Európában, Indonéziában, Afrika északi és Ázsia déli részén költ. Természetes élőhelyei mérsékelt övi erdők és füves puszták, sziklás környezetben, mocsarak és tavak környékén. A fiatalabb példányok kóborolnak, az idősebbek állandóan a fészkelő helyeik közelében tartózkodnak.

### Kárpát-medencei előfordulása
Magyarországon három hitelesített megfigyelési adata van. Először 1907 szeptemberében, Aba-Kajtorszentivánon, majd másodszor 1943 tavaszán Kevermes környékén lőtték egy-egy példányát, harmadjára pedig 2021. július 30-án észlelték, amikor a rábapatyi kavicsbányatavaknál fotózták le egy gyűrűzött és jeladóval is felszerelt példányát. Ez utóbbi példányról a gyűrűjének és jeladójának adatai alapján gyorsan kiderült, hogy egy abban az évben Görögországban kikelt fiatal hím volt, amely öt nappal az első magyarországi megfigyelése előtt, július 25-én érkezett hazánkba, és az észlelését követő napokban sokan mások is megfigyelték az Északnyugat-Dunántúl térségében.
 A 2021-es megfigyelési adatok a bőséggel készült fényképanyagok jelentőségén felül azért is igen értékesek, mert az 1907-ben és 1943-ban lőtt bizonyító példányok mára megsemmisültek.

## Megjelenése
Testhossza 65–72 centiméter, szárnyfesztávolsága pedig 150–180 centiméteres; a testtömege 1600–2500 gramm.

## Életmódja
Madarakat rigó nagyságútól a fajd méretűig, az emlősöket az egerektől, a nyulakig zsákmányolja. Élettartama 18 év. 
|  |  |

## Szaporodása
Az ivarérettséget 4-5 éves korban éri el. A költési időszak február–május között van. Csésze alakú fészkét ágakból, gallyakból maga építi, sziklafalakra vagy ritkábban fára. Fészekalja 2 tojásból áll, de általában csak az erősebb nő fel. A tojásokon csak a tojó kotlik 42-43 napig. Viselkedésükre fióka korukban a káinizmus jellemző. A fiókák 60-65 nap múlva válnak röpképessé.
|  |

## Természetvédelmi helyzete
Az elterjedési területe rendkívül nagy, egyedszáma 20 000-49 999 példány közötti és csökken, de még nem éri el a kritikus szintet. A Természetvédelmi Világszövetség Vörös listáján nem fenyegetett fajként szerepel. Magyarországon fokozottan védett, természetvédelmi értéke 250 000 Ft.